# Първи солунски окръжен конгрес
Първият солунски окръжен конгрес на ВМОРО на Солунския революционен окръг се провежда през април 1905 година в Света гора. В него участват по един делегат революционните околии Солунска, Кукушка, Дойранска, Гевгелийска, Енидже-вардарска, Воденска и Тиквешка. Делегатите са легални дейци на организацията, избрани със съгласието на видните нелегални дейци, което дава силно отражение на взетите решения.
Христо Силянов в „Освободителните борби на Македония“ прави грешка и пише, че през 1905 година се е състоял един конгрес на Солунския окръг, а те всъщност са два - през април 1905 и август 1905 година, а Иван Катарджиев грешно смята, че конгресът се е провел през юни 1905 година. Налични извори за състоялия се конгрес могат да бъдат намерени в три статии на вестник „Реформи“ и в документи на Българското дипломатическо агентство в Цариград.

## Дейност
На заседанията се разглеждат резултатите от Мюрцщегската реформена програма и дейността на цивилните агенти и реформаторските офицери в Османската империя. Според делегатите те не са изпълнили поставените им задачи и не ще предприемат действия по проблемите с религиозния въпрос, изгорените къщи по време на Илинденско-Преображенско въстание и данъка „юшур“. Кланетата извършени в Загоричани, Куклиш и Радовиш са останали без последствия. Заради това преустановяват връзките с комитета по реформите.
Друга засегната тема е активизирането на гръцката и сръбската въоръжени пропаганди в Македония. Взето е решение борбата с тях да не получава национален характер между българи и гърци или българи и сърби, както и между екзархисти и патриаршисти. При воденето на борба не трябва да се наказва мирното гръцко население, а само въоръжените чети и тайните активисти на гръцките комитети. Констатира се, че гръцките чети изобилстват в Солунско, Дойранско, Воденско и Гевгелийско, като са подпомагани от Османската власт и мюсюлманското население. Решено е срещу пропагандите да се вземат строги мерки, но се препоръчва да не се дава национален облик на борбата с тях.
Поради слабата подготовка на населението за „комитетските работи“, в окръга е решено Солунският комитет да даде на някои от революционните райони „пълна самостоятелност“.
През октомври 1905 година Хюсеин Хилми паша се сдобива с автентичен протокол от заседанията на Първия солунски окръжен конгрес.
Срещу решенията му се обявяват и легалните дейци на ВМОРО от Солунски революционен окръг, което довежда до свикването на Втори солунски окръжен конгрес.